# Asilus cuyanus
Asilus cuyanus är en tvåvingeart som beskrevs av Lynch Arribalzaga 1880. Asilus cuyanus ingår i släktet Asilus och familjen rovflugor. Inga underarter finns listade i Catalogue of Life.